# Benjamin Sulte
Œuvres principales
Les Laurentiennes (1870)
Benjamin Sulte (pseudonymes Joseph Amusart et Félix Pilote), né le 17 septembre 1841 à Trois-Rivières (Québec) et décédé le 6 août 1923 à Ottawa (Ontario)), est un journaliste, traducteur, essayiste, poète, critique littéraire, militaire et historien québécois et franco-ontarien.

## Biographie

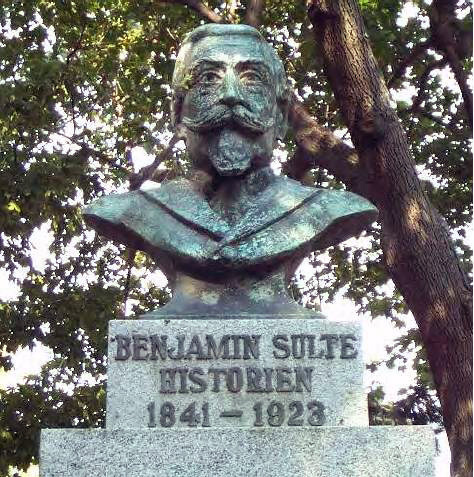
Buste à l’effigie de Benjamin Sulte, Trois-Rivières.

Né à Trois-Rivières, il reçoit son instruction chez les frères des écoles chrétiennes mais doit quitter l'école à l'âge de dix ans en raison du décès de son père quatre ans plus tôt. 
Autodidacte, il s'intéresse à la littérature tout en occupant plusieurs métiers. 
Lorsqu'éclate l'affaire du Trent, il s'engage dans l'infanterie pour éviter une possible invasion américaine. Sergent-major puis capitaine des milices, il a reçu une formation militaire au collège de Québec.
De 1860 à 1867, il est journaliste au Canada, remplaçant Elzéar Gérin, mais devient ensuite traducteur officiel à la Chambre des communes du Canada.
En 1871, il épouse Augustine Parent, fille d'Étienne Parent, alors sous-secrétaire d'État pour le Canada. Il est le beau-frère du poète et bibliothécaire Antoine Gérin-Lajoie.
Benjamin Sulte est très dévoué à l'étude de l'histoire du Canada, une passion qui le domina pendant toute sa vie professionnelle. Son ouvrage le plus connu est son Histoire des Canadiens-français, publié en 1882.
Réputé libéral, il dressa un portrait peu flatteur des jésuites, de François de Laval et d'Octave Crémazie, ce qui lui valut des reproches.
Sulte était néanmoins l'auteur le plus prolifique de son temps avec environ 3 500 articles rédigés. Il laissa quelques vers poétiques dans Les Laurentiennes et Les chants nouveaux, écrits en 1870 et en 1876.  
Entré au Ministère de la Défense en 1870, il accède au poste de commis en chef en 1889. Il prend sa retraite en 1902, mais la fin de sa vie est marquée par des difficultés, ayant vécu une dure séparation avec sa femme. Il mourut à Ottawa en 1923.
Il était membre du Cercle des dix et de la société historique de Montréal. Il est membre de la Société royale du Canada à partir de 1882, dont il est le président en 1904.

## Œuvres
Les écrits de Benjamin Sulte font partie du mouvement des fonctionnaires québécois de la littérature franco-ontarienne.
Livres
- Les Laurentiennes (1870)

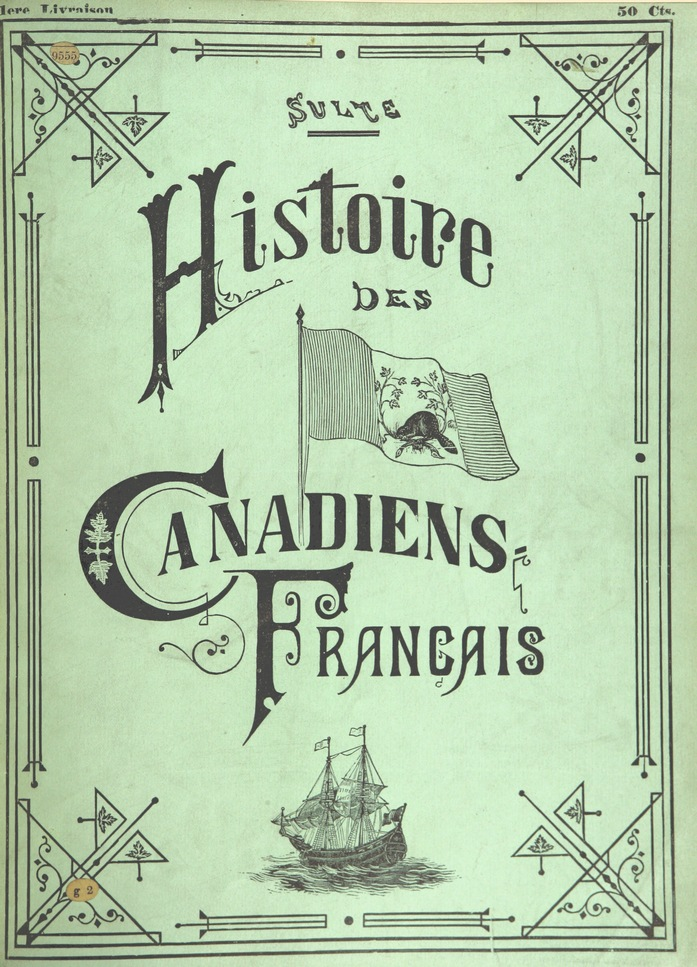
Couverture du Tome I de l'Histoire des Canadiens-Français (1882).

- Histoire de la ville des Trois-Rivières et de ses environs (1870)
- L'expédition militaire de Manitoba, 1870 (1871)
- Le Canada en Europe (1873)
- Les Chants nouveaux (1876)
- Mélanges d'histoire et de littérature (1876)
- Chronique trifluvienne (1879)
- Album de l'histoire des Trois-Rivières (1881)
- La poésie française au Canada (1881)
- Histoire de Jos Monferrand, l'athlète canadien (1884)
- Situation de la langue française au Canada : origines, modifications, accent, histoire, situation présente, avenir (1885)
- Histoire de Saint-François-du-Lac (1886)
- Histoire des Canadiens français, volumes 1 à 8 (1882-4) : Vol I — Vol II — Vol III — Vol IV — Vol V — Vol VI — Vol VII — Vol VIII
- Histoire de la milice canadienne française (1897)
- La langue française au Canada (1898)
- La Bataille de Châteauguay (1899)
- Pages d'histoire du Canada (1891)
- Historiettes et fantaisies (1910)

Revues et journaux
- Le Canada
- Revue canadienne

Correspondances
- Alfred Garneau
- Évariste Gélinas
- William Kirby
- Joseph-Étienne-Eugène Marmette
- François-Edme Rameau de Saint-Père

## Honneurs
- Docteur honoris causa de l'université de Toronto, 1916
- Une rue est nommée en son honneur en 1971 dans la ville de Sainte-Foy, maintenant Québec.